# Hưng Chiến
Hưng Chiến là một phường thuộc thị xã Bình Long, tỉnh Bình Phước, Việt Nam.

## Địa lý
Phường Hưng Chiến nằm ở phía nam thị xã Bình Long, có vị trí địa lý:
- Phía đông giáp phường Phú Đức và huyện Hớn Quản
- Phía tây và phía nam giáp huyện Hớn Quản
- Phía bắc giáp phường An Lộc.

Phường có diện tích 23,21 km², dân số năm 2009 là 13.115 người, mật độ dân số đạt 565 người/km².

## Lịch sử
Phường Hưng Chiến được thành lập vào ngày 11 tháng 8 năm 2009 trên cơ sở 113,61 ha diện tích tự nhiên và 4.320 người của thị trấn An Lộc; 606,18 ha diện tích tự nhiên và 3.573 người của xã An Phú; 1.601,32 ha diện tích tự nhiên và 5.222 người của xã Thanh Bình.
Sau khi thành lập, phường có 2.321,11 ha diện tích tự nhiên và 13.115 người.